# Dialetto savoiardo
Il savoiardo (chiamato savoyârd in francoprovenzale) è un dialetto francoprovenzale storicamente diffuso in Savoia e in canton Ginevra, affine al dialetto valdostano. L'idioma conobbe una forte regressione a partire dal XVIII secolo in favore della lingua francese. Il dialetto attualmente conta circa 35000 parlanti.